# الكبير (سوريا)
الكبير : قرية من القرى السورية في شمال مدينة اللاذقية منطقة الباير التركمانية وهي أكبر منطقة خضار في سورية تحوي غابات الفرنلق ضمن امتداد الغابات السورية تحدها قرى كثيرة منها ريحانة (مصيبين) والروضة (كابارا) وغيرها, وتمتاز بجمالها الرائع وسكانها الطيبيين وضمن منطقة طبيعية تتميز بلكثير من الجماليات .